# Eleleides penai
Eleleides penai är en tvåvingeart som beskrevs av Wayne N. Mathis 1978. Eleleides penai ingår i släktet Eleleides och familjen vattenflugor. Inga underarter finns listade i Catalogue of Life.